# Moses Kiptanui
Moses Kipkore Kiptanui (Elegeyo, 1º ottobre 1970) è un ex siepista e mezzofondista keniota.
In carriera si è laureato per 3 volte consecutive campione mondiale dei 3000 m siepi, a cui vanno aggiunti un argento mondiale ed un argento olimpico; è tra i pochissimi atleti al mondo ad aver corso la specialità in meno di 8 minuti, il 16 agosto 1995 al Weltklasse Zürich quando divenne il 1º uomo al mondo capace di abbattere tale barriera. Stabilì altri tre record mondiali in diverse specialità.

## Record mondiali
In carriera Moses Kiptanui ha stabilito il record mondiale in tre diverse specialità:
- 3000 metri siepi: 8'02"08 ( Zurigo, 19 agosto 1992)
- 3000 metri siepi: 7'59"18 ( Zurigo, 16 agosto 1995)
- 3000 metri piani: 7'28"96 ( Colonia, 16 agosto 1996)
- 5000 metri piani: 12'55"30 ( Roma, 6 agosto 1995)

## Palmarès
| Anno | Manifestazione      | Sede      | Evento       | Risultato | Prestazione | Note                  |
| ---- | ------------------- | --------- | ------------ | --------- | ----------- | --------------------- |
| 1990 | Mondiali juniores   | Plovdiv   | 1500 m piani | Oro       | 3'38"32     |                       |
| 1990 | Campionati africani | Il Cairo  | 1500 m piani | Oro       | 3'39"51     |                       |
| 1991 | Mondiali indoor     | Siviglia  | 3000 m piani | Batteria  | 7'53"02     |                       |
| 1991 | Giochi panafricani  | Il Cairo  | 3000 m siepi | Oro       | 8'27"09     |                       |
| 1991 | Mondiali            | Tokyo     | 3000 m siepi | Oro       | 8'12"59     |                       |
| 1993 | Mondiali            | Stoccarda | 3000 m siepi | Oro       | 8'06"36     | Record dei campionati |
| 1995 | Mondiali            | Göteborg  | 3000 m siepi | Oro       | 8'04"16     | Record dei campionati |
| 1996 | Giochi olimpici     | Atlanta   | 3000 m siepi | Argento   | 8'08"33     |                       |
| 1997 | Mondiali indoor     | Parigi    | 3000 m piani | 5º        | 7'41"87     |                       |
| 1997 | Mondiali            | Atene     | 3000 m siepi | Argento   | 8'06"04     |                       |

## Campionati nazionali
1996
- Argento ai campionati kenioti, 3000 m siepi - 8'14"30

1997
- Oro ai campionati kenioti, 3000 m siepi - 8'13"00

## Altre competizioni internazionali
1991
- Argento alla Grand Prix Final ( Barcellona), 3000 m siepi - 8'13"92
- Oro al Memorial Van Damme ( Bruxelles), 3000 m siepi - 8'06"46
- Oro al Bauhaus-Galan ( Stoccolma), 3000 m siepi - 8'07"89
- Argento al Golden Gala ( Roma), 3000 m siepi - 8'08"53
- Oro all'ISTAF Berlin ( Berlino), 3000 m siepi - 8'11"64
- 11º ai Bislett Games ( Oslo), miglio - 3'54"01
- 6º all'Herculis ( Monaco), 1500 m piani - 3'35"40

1992
- Oro al Memorial Van Damme ( Bruxelles), 5000 m piani - 13'00"93
- Oro al Weltklasse Zürich ( Zurigo), 3000 m siepi - 8'02"08
- Oro all'Herculis ( Monaco), 3000 m siepi - 8'12"98
- Oro all'ISTAF Berlin ( Berlino), 2000 m piani - 4'52"53
- 5º alla Cinque Mulini ( San Vittore Olona) - 33'15"

1993
- Argento alla Grand Prix Final ( Londra), 3000 m siepi - 8'15"66
- 4º al Memorial Van Damme ( Bruxelles), 5000 m piani - 13'14"62
- Bronzo all'ISTAF Berlin ( Berlino), 3000 m piani - 7'39"05
- Oro al Bauhaus-Galan ( Stoccolma), 3000 m siepi - 8'12"52
- Argento ai Bislett Games ( Oslo), 3000 m siepi - 8'12"70
- Bronzo all'Herculis ( Monaco), 1500 m piani - 3'36"25

1994
- Oro in Coppa del mondo ( Londra), 3000 m siepi - 8'28"28
- Bronzo alla Grand Prix Final ( Parigi), 5000 m piani - 13'14"93
- Oro al Bauhaus-Galan ( Stoccolma), 3000 m siepi - 8'09"16
- Oro all'ISTAF Berlin ( Berlino), 3000 m siepi - 8'09"16
- Argento al Meeting de Paris ( Parigi), 3000 m siepi - 8'21"60
- 5º al Cross di Alà dei Sardi ( Alà dei Sardi) - 30'45"

1995
- Oro alla Grand Prix Final ( Monaco), 3000 m siepi - 8'02"45
- Oro al Golden Gala ( Roma), 5000 m piani - 12'55"30
- Oro al Weltklasse Zürich ( Zurigo), 3000 m siepi - 7'59"18
- Argento all'ISTAF Berlin ( Berlino), 5000 m piani - 13'00"90
- Oro all'Herculis ( Monaco), 3000 m piani - 7'27"18
- Oro al Memorial Van Damme ( Bruxelles), 3000 m siepi - 7'59"52
- Oro ai Bislett Games ( Oslo), 3000 m siepi - 8'03"36
- Argento al Bauhaus-Galan ( Stoccolma), 3000 m siepi - 8'06"97
- 7º al Meeting de Paris ( Parigi), 1500 m piani - 3'38"16

1996
- Bronzo al Golden Gala ( Roma), 5000 m piani - 12'54"85
- 5º all'Herculis ( Monaco), 3000 m piani - 7'29"95
- 4º ai Bislett Games ( Oslo), 3000 m piani - 7'43"39
- Bronzo al Memorial Van Damme ( Bruxelles), 3000 m siepi - 8'12"65

1997
- Argento alla Grand Prix Final ( Fukuoka), 3000 m siepi - 8'06"04
- Oro al Bauhaus-Galan ( Stoccolma), 3000 m siepi - 8'01"80
- Oro all'Herculis ( Monaco), 3000 m siepi - 8'02"85
- Oro al Memorial Van Damme ( Bruxelles), 3000 m siepi - 8'05"35
- Oro al Golden Gala ( Roma), 3000 m siepi - 8'07"50
- Oro al Meeting de Paris ( Parigi), 3000 m siepi - 8'11"93
- Oro all'Athletissima ( Losanna), 3000 m siepi - 8'12"80

1998
- 5º ai Bislett Games ( Oslo), 3000 m piani - 7'30"82
- Oro al Golden Gala ( Roma), 3000 m siepi - 8'04"96
- Oro al Meeting de Paris ( Parigi), 3000 m siepi - 8'15"62

1999
- 6º alla Grand Prix Final ( Monaco di Baviera), 3000 m siepi - 8'14"78
- 5º al Memorial Van Damme ( Bruxelles), 3000 m siepi - 8'09"23
- Bronzo al Meeting de Paris ( Parigi), 3000 m siepi - 8'12"48

2000
- 8º al Meeting de Paris ( Parigi), 3000 m siepi - 8'16"68